# Młodzieszyn
Młodzieszyn is een dorp in het Poolse woiwodschap Mazovië, in het district Sochaczewski. De plaats maakt deel uit van de gemeente Młodzieszyn en telt 1300 inwoners.